# Ciudad amurallada de Kowloon
La ciudad amurallada de Kowloon (en chino tradicional: 九龍城寨; chino simplificado: 九龙城寨; originalmente conocida como 九龍寨城), apodada como la ciudad de la oscuridad o la ciudad hormiguero/colmena, fue un asentamiento densamente poblado y sin gobierno en la ciudad de Kowloon en Hong Kong. Originalmente un fuerte militar chino, la ciudad amurallada se convirtió en un enclave después de que los Nuevos Territorios fueron alquilados al Reino Unido por China en 1898. Su población aumentó extraordinariamente tras la ocupación japonesa de Hong Kong durante la Segunda Guerra Mundial, por lo que se convirtió en una anomalía política de la historia colonial de Hong Kong. En 1990, la ciudad amurallada contenía 50 000 residentes dentro de sus fronteras de 2,6 hectáreas. Desde la década de 1950 hasta la de 1970, fue controlado por tríadas locales y tenía altas tasas de prostitución, apuestas y abuso de drogas.
En enero de 1987, el gobierno de Hong Kong anunció planes para demoler la ciudad amurallada. Después de un arduo proceso de desalojo, la demolición comenzó en marzo de 1993 y se completó en abril de 1994. Kowloon Walled City Park se inauguró en diciembre de 1995 y ocupa el área de la antigua ciudad amurallada. Algunos artefactos históricos de la ciudad amurallada, incluyendo su edificio yamen y restos de su puerta sur, se han conservado allí.

## Historia

### Fundación como puesto militar

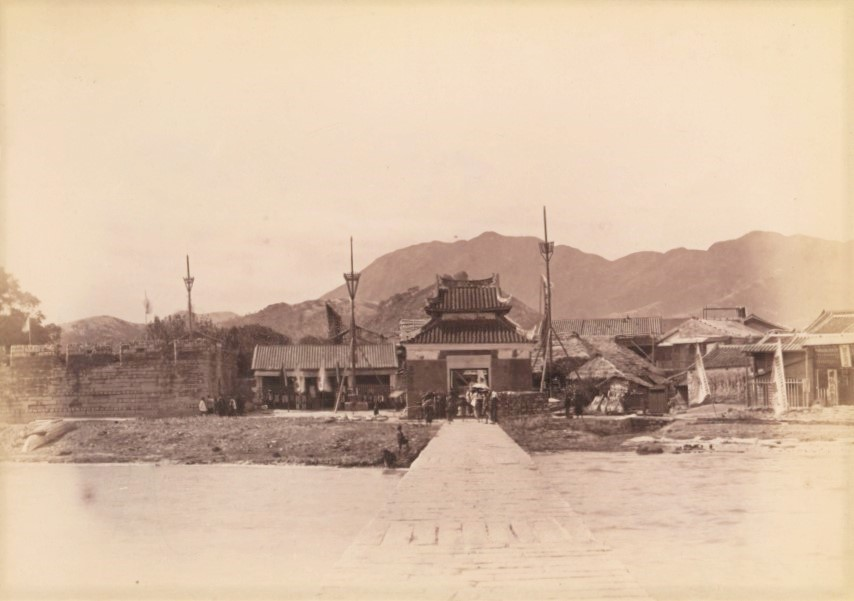
El puente de piedra Lung Tsun y el pabellón Lung Tsun para oficiales, en lo que sería la posterior ciudad amurallada de Kowloon. Fotografía tomada en 1898.

La historia de la ciudad amurallada se remonta a la dinastía Song (960-1279), cuando se estableció un puesto avanzado para administrar el comercio de sal. Poco ocurrió durante cientos de años después, aunque 30 guardias estaban estacionados allí en 1668. Un pequeño fuerte costero se estableció alrededor de 1810. En 1842, durante el reinado del emperador Daoguang de la dinastía Qing, la isla de Hong Kong fue cedida al Reino Unido por el Tratado de Nankín. Como resultado, las autoridades Qing consideraron que era necesario mejorar el fuerte para controlar el área y la influencia británica. Las mejoras, incluida la pared defensiva formidable, se completaron en 1847. La ciudad amurallada fue capturada por los rebeldes durante la Rebelión de Taiping en 1854 antes de ser retomada unas semanas más tarde. La actual "Casa de la Asociación Dapeng" de la ciudad amurallada forma los restos de lo que anteriormente era la guarnición de Lai Enjue.

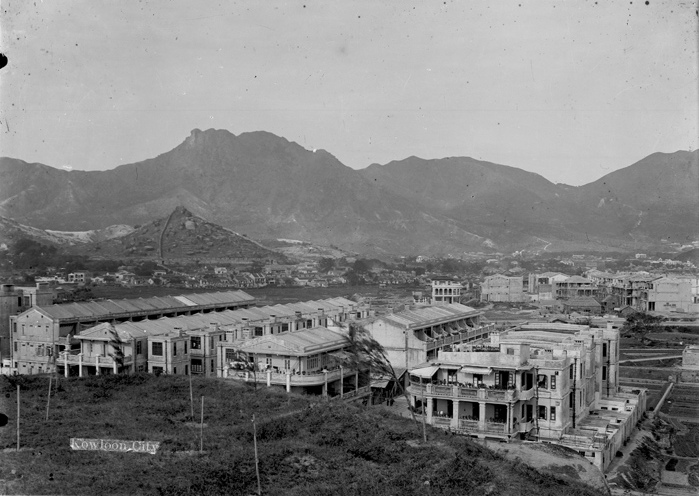
La ciudad amurallada de Kowloon en 1930.

La Convención para la Extensión del Territorio de Hong Kong de 1898 entregó partes adicionales de Hong Kong (los Nuevos Territorios) a Gran Bretaña por 99 años, pero excluyó la ciudad amurallada, que en ese momento tenía una población de aproximadamente 700 habitantes. Se le permitió a China continuar manteniendo a los oficiales allí mientras no interfirieran en la defensa del Hong Kong Británico. Al año siguiente, el gobernador, Sir Henry Blake, sospechó que el virrey de Cantón estaba utilizando tropas para ayudar a la resistencia a los nuevos arreglos. El 16 de mayo de 1899, las fuerzas británicas atacaron la ciudad amurallada, solo para descubrir que los soldados del virrey habían desaparecido, dejando solo a los mandarines y 150 residentes. La dinastía Qing terminó su gobierno en 1912, dejando la ciudad amurallada a los británicos.
Aunque los británicos reclamaron la propiedad de la ciudad amurallada, hicieron poco con ella en las siguientes décadas. La iglesia protestante estableció un hogar para ancianos en el antiguo yamen (oficina administrativa de significado chino), así como una escuela y un hospicio en otras antiguas oficinas. Aparte de tales instituciones, sin embargo, la ciudad amurallada se convirtió en una mera curiosidad para los colonizadores británicos y los turistas a visitar; fue etiquetada como «Ciudad china» en un mapa de 1915. En 1933, las autoridades de Hong Kong anunciaron planes para demoler la mayor parte de los edificios deteriorados de la ciudad amurallada, compensando a los 436 ocupantes ilegales que vivían allí con nuevas viviendas. En 1940, solo quedaban el yamen, la escuela y una casa. Durante la ocupación de Hong Kong en la Segunda Guerra Mundial, Japón demolió la muralla de la ciudad y utilizó la piedra para expandir el cercano aeropuerto Kai Tak.

### El imperio de la mafia
Después de la rendición de Japón en 1945, China anunció su intención de reclamar sus derechos sobre la ciudad amurallada. Los refugiados de la China continental debido a la guerra civil china después de 1945 acudieron para tomar ventaja de la protección británica (la ciudad amurallada era un territorio chino pero rodeado por tierra británica), y 2000 ocupantes ilegales se instalaron en la ciudad amurallada en 1947. Después de un intento fallido de expulsarlos en 1948, los británicos adoptaron una política de «no intervención» en la mayoría de los asuntos relacionados con la ciudad amurallada.

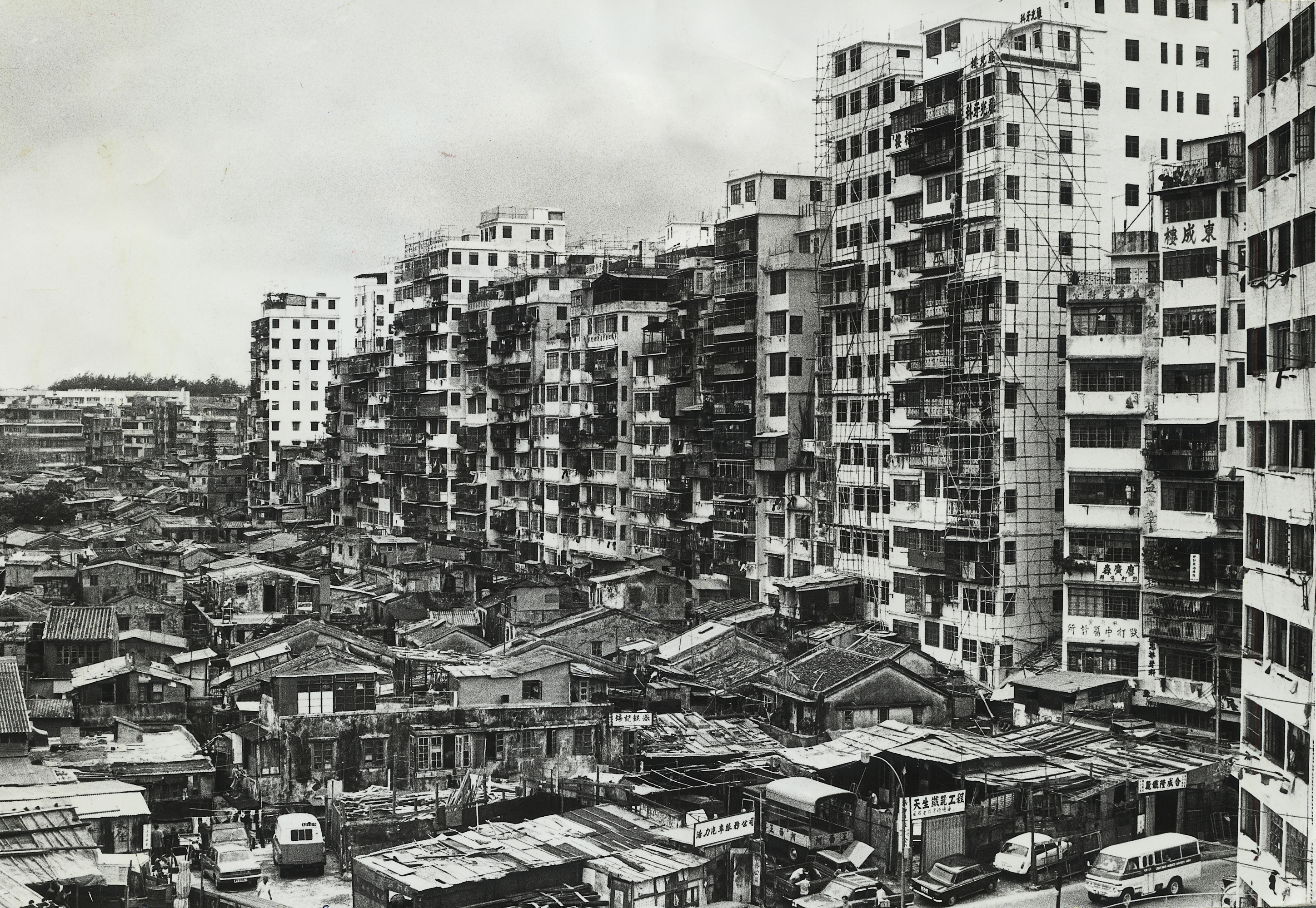
El lado sur de la ciudad amurallada de Kowloon en 1975. La elevación de los edificios comienza a alcanzar su altura máxima.

En enero de 1950, estalló un incendio que destruyó más de 2500 cabañas, hogar de casi 3500 familias y 17 000 personas en total. El desastre puso de relieve la necesidad de una adecuada prevención de incendios en las zonas ocupadas por constructores de madera, complicadas por la falta de vínculos políticos con los gobiernos colonial y chino. Las ruinas dieron a los recién llegados a la ciudad amurallada la oportunidad de construir de nuevo, lo que provocó la especulación de que el fuego pudo haber sido intencionalmente provocado.
Sin la aplicación del gobierno de los chinos o los británicos, aparte de algunas redadas de la policía de Hong Kong, la ciudad amurallada se convirtió en un refugio para el crimen organizado y las drogas. Fue solo durante un juicio de 1959 por un asesinato que ocurrió dentro de la ciudad amurallada que se dictaminó que el gobierno de Hong Kong tenía jurisdicción allí. En este momento, sin embargo, la ciudad amurallada fue gobernada virtualmente por los sindicatos del crimen organizado conocidos como las tríadas.
A partir de la década de 1950, los grupos de tríadas como el 14K y Sun Yee On ganaron un dominio absoluto en los innumerables burdeles, salas de juego y fumaderos de opio de la ciudad amurallada, que se había convertido en un refugio para los delincuentes, y donde la policía se aventuraría a entrar solo con grandes refuerzos. No fue sino hasta 1973-74, cuando una serie de más de 3500 redadas policiales dio lugar a más de 2500 detenciones y más de 1800 kilogramos de drogas incautadas, que el poder de las tríadas comenzó a disminuir. Con el apoyo público, particularmente de los residentes más jóvenes, las continuas redadas erosionaron gradualmente el uso de drogas y el crimen violento. En 1983, el comandante de policía del distrito de la ciudad de Kowloon declaró que la tasa de criminalidad de la ciudad amurallada estaba bajo control.

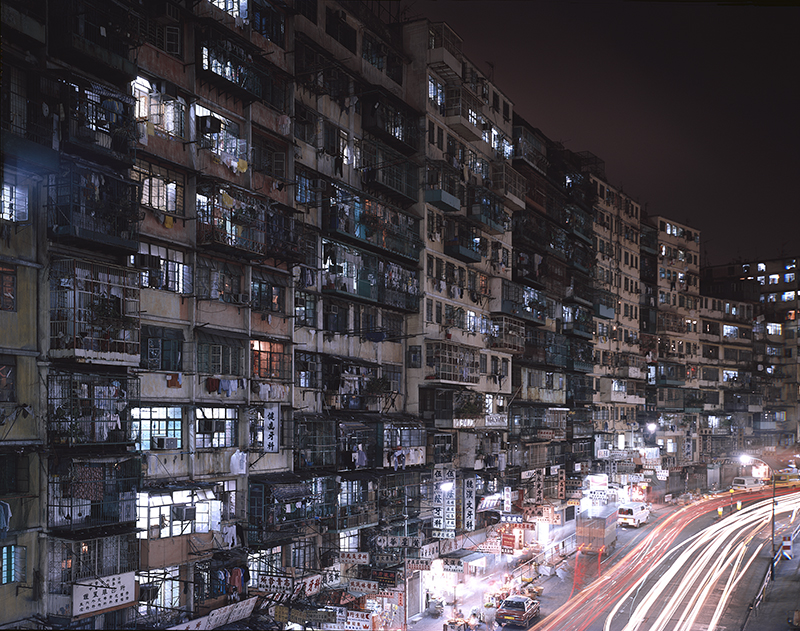
Imagen nocturna de Kowloon.

La ciudad también sufrió una construcción masiva durante la década de 1960, con los desarrolladores construyendo nuevas estructuras modulares por encima de las más antiguas. La ciudad se volvió extremadamente poblada, con más de 30 000 personas en 300 edificios ocupando poco más de siete acres (2.8 hectáreas). Como resultado, la ciudad alcanzó su tamaño máximo a fines de la década de 1970 y principios de la de 1980; una restricción de altura de 13 a 14 pisos se había impuesto a la ciudad debido a la trayectoria de vuelo de los aviones que se dirigían hacia el aeropuerto de Kai Tak. Además de limitar la altura de los edificios', la proximidad del aeropuerto sometió a los residentes a una grave contaminación acústica durante los últimos 20 años de la existencia de la ciudad. Ocho tuberías municipales suministraron agua a toda la estructura, aunque podría haber venido más de los pozos. Algunas de las calles estaban iluminadas con luces fluorescentes, ya que la luz del sol rara vez llegaba a los niveles inferiores debido a la falta de respeto a los derechos del aire dentro de la ciudad. Aunque el crimen desenfrenado de décadas anteriores disminuyó en los últimos años, la ciudad amurallada todavía era conocida por su gran cantidad de doctores y dentistas sin licencia, que podían operar allí sin amenaza de procesamiento.
Aunque la ciudad amurallada fue durante muchos años un hervidero de actividades delictivas, la mayoría de los residentes no participaron en ningún crimen y vivieron pacíficamente dentro de sus muros. Numerosas pequeñas fábricas y negocios prosperaron dentro de la ciudad amurallada, y algunos residentes formaron grupos para organizar y mejorar la vida cotidiana allí. Un intento del gobierno en 1963 de demoler algunas chozas en una esquina de la ciudad dio lugar a un «comité antidemolición» que sirvió de base para una asociación Kaifong. Caridades, sociedades religiosas y otros grupos de asistencia social fueron introducidos gradualmente en la ciudad. Si bien las clínicas y escuelas médicas no se reglamentaron, el gobierno de Hong Kong sí prestó algunos servicios, como el suministro de agua y la entrega de correo.

### Evacuación y demolición

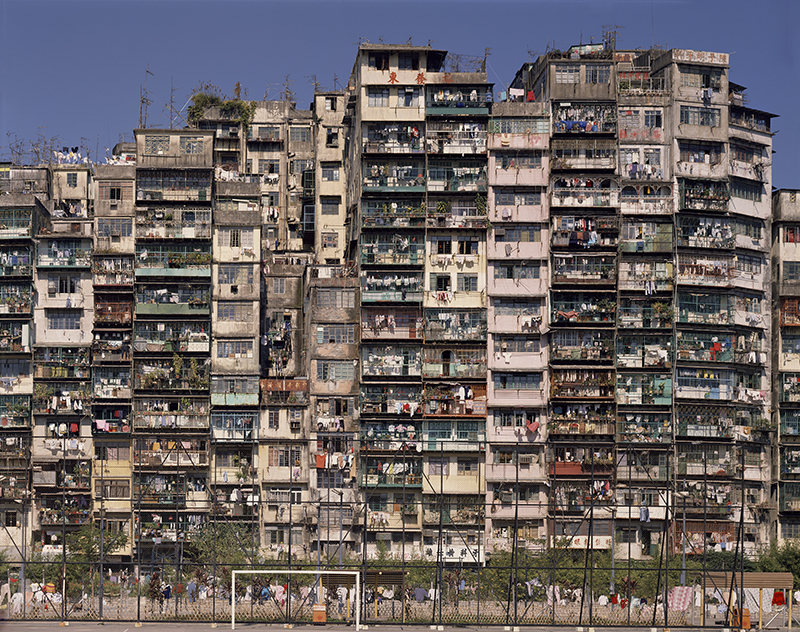
Fachada de la ciudad.

Con el tiempo, tanto el gobierno británico como el chino descubrieron que la ciudad era cada vez más intolerable a pesar de la reducción de la tasa de delincuencia denunciada. La calidad de vida en las condiciones sanitarias de la ciudad en particular se mantuvo muy por detrás del resto de Hong Kong. La Declaración Conjunta Sino-Británica en 1984 sentó las bases para la demolición de la ciudad. La decisión mutua de los dos gobiernos de derribar la ciudad amurallada se anunció el 14 de enero de 1987. El 10 de marzo de 1987, tras el anuncio de que la ciudad amurallada se convertiría en un parque, el Secretario de Administración del distrito solicitó formalmente al Consejo urbano hacerse cargo del sitio después de la demolición. Debido a la presencia de numerosos otros espacios verdes en el área, el Departamento de Servicios Urbanos dudaba de la necesidad de «otro parque» desde el punto de vista de planificación y operaciones, pero el consejo acordó aceptar la propuesta del gobierno con la condición de que el gobierno asumiese el costo de la construcción del parque.
El gobierno distribuyó unos HK$2.7 mil millones (US$ 350 millones) en compensación a los 33 000 residentes y negocios estimados en un plan ideado por un comité especial de la Autoridad de Vivienda de Hong Kong. Algunos residentes no estaban satisfechos con la indemnización y fueron desalojados por la fuerza entre noviembre de 1991 y julio de 1992. Después de cuatro meses de planificación, la demolición de la ciudad amurallada comenzó el 23 de marzo de 1993 y concluyó en abril de 1994. El trabajo de construcción del Kowloon Walled City Park comenzó al siguiente mes.

## Diseño y arquitectura

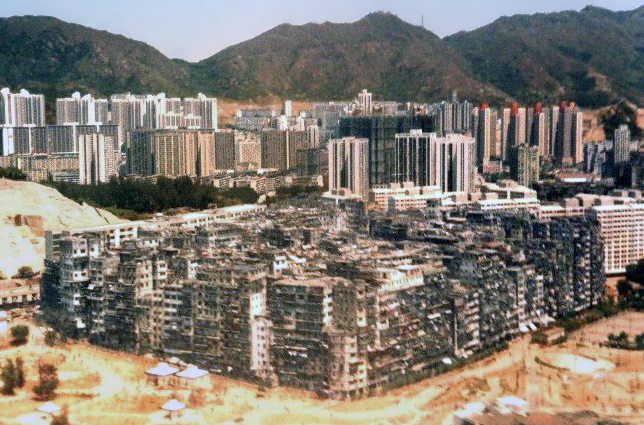
La ciudad amurallada de Kowloon en 1989.

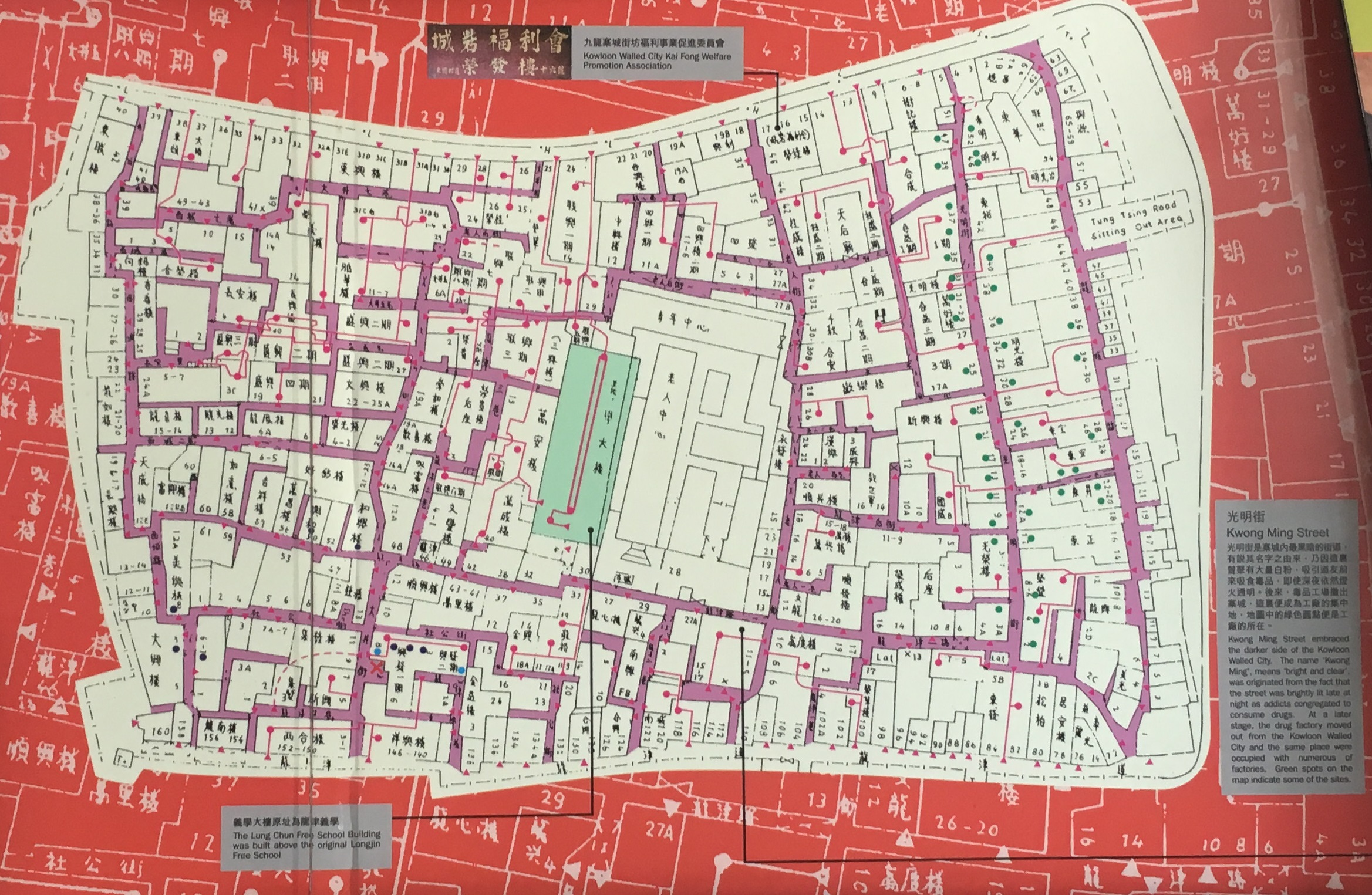
Mapa de las calles de la ciudad amurrallada.

La ciudad amurallada se encontraba situada en lo que se conoce como el área de Kowloon City en Kowloon. A pesar de su transformación de un fuerte militar a un enclave urbano, la ciudad amurallada conservaba el mismo diseño básico. El fuerte original fue construido en una pendiente y consistía en una parcela de 2,6 hectáreas que medía aproximadamente 210 por 120 metros. El muro de piedra que lo rodeaba tenía cuatro entradas y medía 4 metros de altura por 4,6 metros de espesor antes de ser desmantelado en 1943.

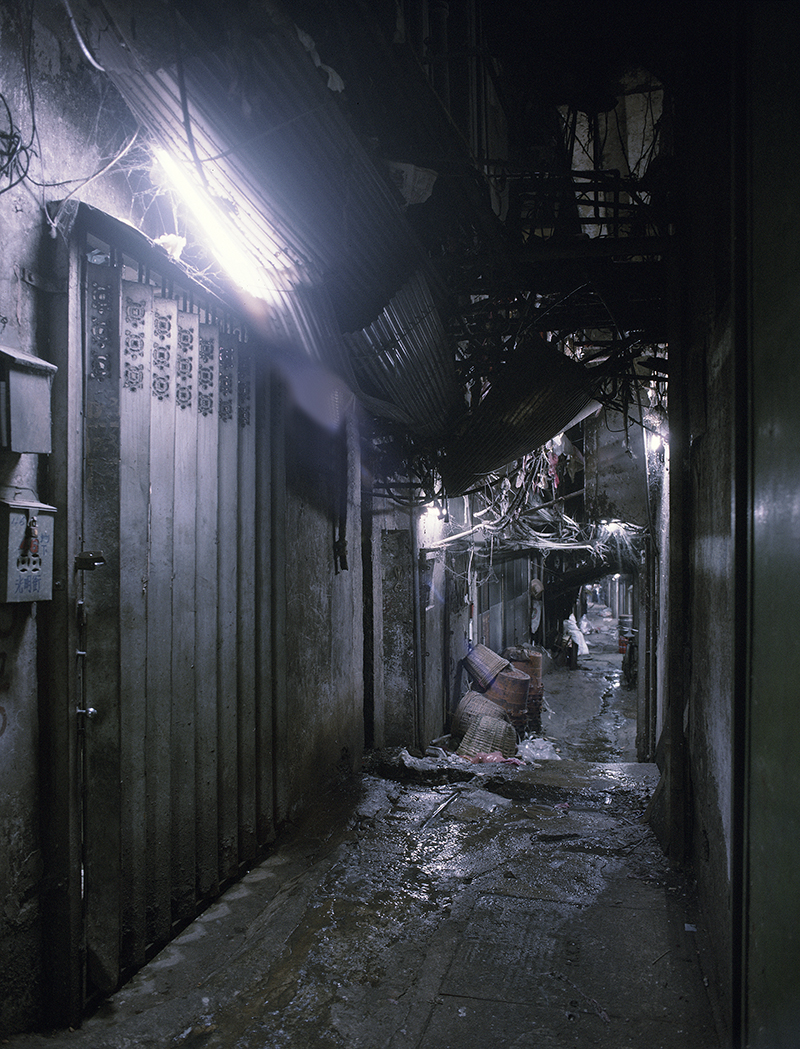
Uno de los callejones de la ciudad.

La construcción aumentó drásticamente durante las décadas de 1960 y 1970, hasta que la antigua ciudad de poca altura consistió casi en su totalidad de edificios de 10 plantas o más (con la notable excepción del yamen en su centro). Sin embargo, debido a la posición del aeropuerto Kai Tak a 800 metros al sur de la ciudad, los edificios no superaban las 14 plantas. El asentamiento Sai Tau Tsuen de dos pisos limitaba con la ciudad amurallada hacia el sur y el oeste hasta que fue despejada en 1985 y reemplazada por Carpenter Road Park.
Las decenas de callejones de la ciudad solían tener solo uno o dos metros de ancho y tenían poca luz y desagüe. También se formó una red informal de escaleras y pasillos en los niveles superiores, que era tan extensa que se podía viajar de norte a sur por toda la ciudad sin tocar tierra firme. La construcción en la ciudad no fue regulada, y la mayoría de los aproximadamente 350 edificios fueron construidos con cimientos pobres y pocos o ningún servicio público. Debido a que los apartamentos eran muy pequeños —una unidad típica tenía 23 m²— el espacio se maximizó con pisos superiores más amplios, balcones enjaulados y adiciones en la azotea. Los techos en la ciudad estaban llenos de antenas de televisión, tendederos, tanques de agua y basura, y podían cruzarse usando una serie de escaleras.

## Población
La población inicial de la ciudad amurallada de Kowloon fluctuó entre cero y algunos cientos, y comenzó a crecer constantemente poco después de la Segunda Guerra Mundial. Sin embargo, no hay información de población precisa disponible para gran parte de la existencia posterior de la ciudad amurallada. Las cifras del censo oficial estimaron la población de la ciudad amurallada en 10 004 en 1971 y 14 617 en 1981, pero estas cifras se consideraban comúnmente demasiado bajas. Las estimaciones informales, por otro lado, a menudo incluían erróneamente al pueblo vecino de ocupantes de Sai Tau Tsuen. También se informaron cifras de población de aproximadamente 50 000.

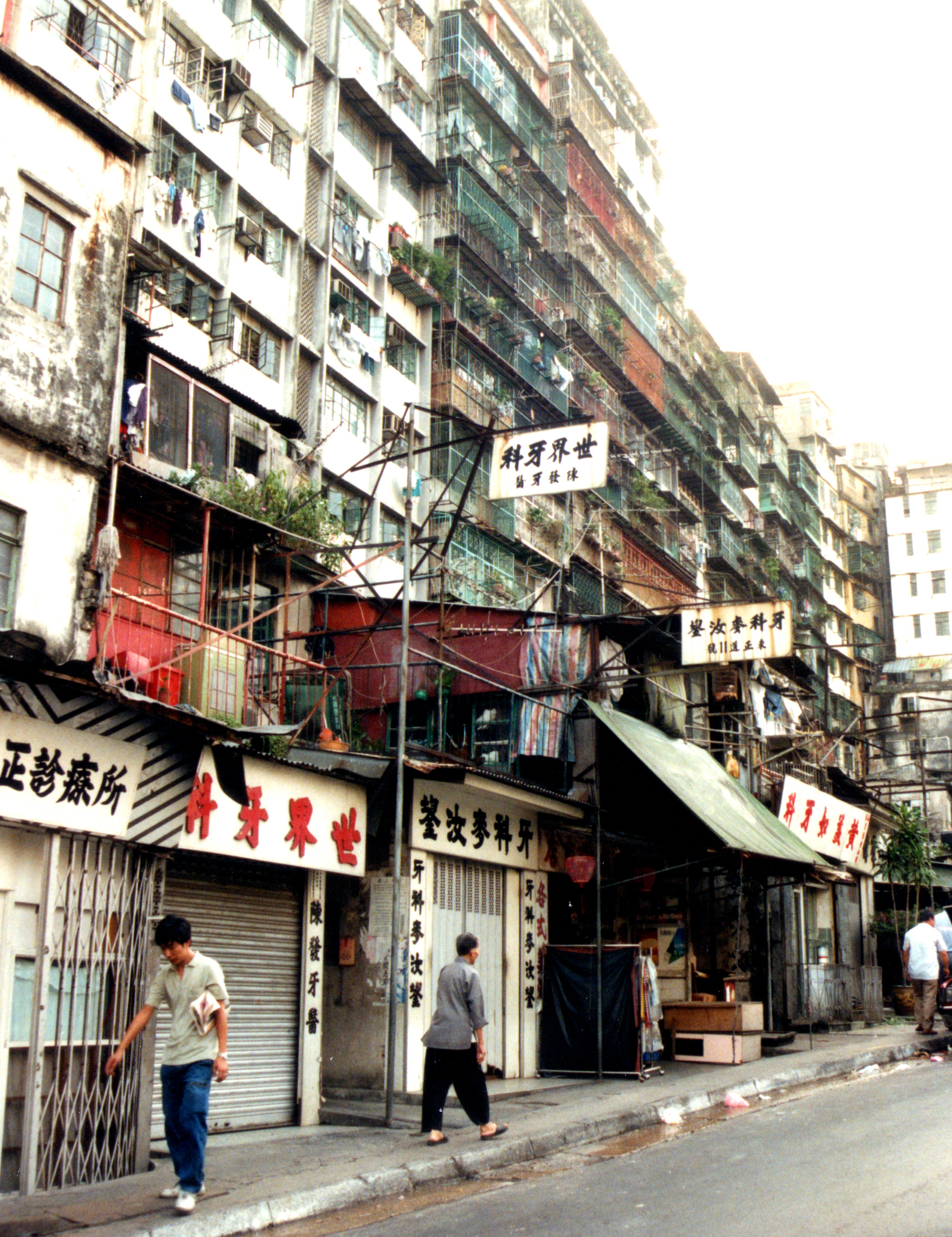
Las clínicas dentales ilegales eran muy comunes en la ciudad amurallada para 1991.

Una encuesta exhaustiva del gobierno en 1987 dio una idea más clara: se estimó que 33 000 personas residían dentro de la ciudad amurallada. Según esta encuesta, la ciudad amurallada tenía una densidad de población de aproximadamente 1 255 000 habitantes por kilómetro cuadrado en 1987, lo que la convertía en el lugar más densamente poblado del mundo.

## Cultura
Al contrario de lo que creían muchos de los que no conocían la zona, la mayoría de los residentes de la ciudad amurallada se comportaban de manera similar a otros nativos de Hong Kong. En respuesta a las difíciles condiciones de vida, los residentes formaron una comunidad muy unida, ayudándose unos a otros a soportar diversas dificultades. Dentro de las familias, las esposas solían hacer la limpieza, mientras que las abuelas cuidaban a sus nietos y otros niños de las casas cercanas. Los tejados de la ciudad eran un lugar de reunión importante, especialmente para los residentes que vivían en los pisos superiores. Los padres los usaban para relajarse y los niños jugaban o hacían tareas allí después de la escuela.
El yamen era el corazón de la ciudad y también era un importante centro social, un lugar para que los residentes pudieran hablar, tomar el té o mirar televisión y tomar clases de caligrafía. El Antiguo Centro Popular también celebró reuniones religiosas para cristianos y otras confesiones. Otras instituciones religiosas incluyeron los templos de Fuk Tak y Tin Hau, que fueron utilizados para una combinación de prácticas budistas, taoístas y animistas.

## Parque de la ciudad amurallada de Kowloon

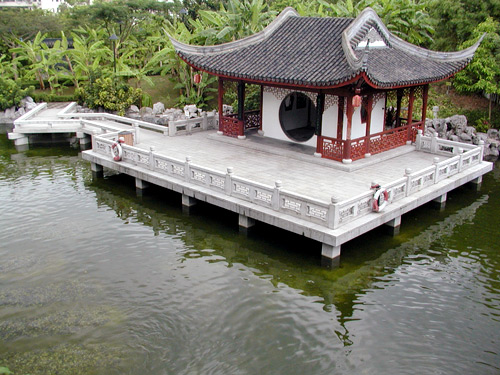
Fuente de agua.

El área donde una vez estuvo la ciudad amurallada ahora es el Kowloon Walled City Park, junto a Carpenter Road Park. El parque, de 31 000 m², se completó en agosto de 1995 y se entregó al Consejo Urbano. Fue inaugurado oficialmente por el gobernador Chris Patten unos meses después, el 22 de diciembre. La construcción del parque costó un total de HK$76 millones.
El diseño del parque se basa en los jardines de Jiangnan de la dinastía Qing. Se divide en ocho características del paisaje, con el yamen completamente restaurado como su pieza central. Los senderos y pabellones del parque llevan el nombre de las calles y edificios de la ciudad amurallada. Artefactos de la ciudad amurallada, como cinco piedras inscritas y tres pozos antiguos, también se exhiben en el parque. El parque fue diseñado por el Departamento de Servicios Arquitectónicos, que ganó un "prestigioso premio" de la Sociedad Central de Horticultura de Alemania por la remodelación.
Los elementos que componen el parque son: las ocho caminatas florales, que cada una lleva el nombre de una planta o flor diferente; el jardín de ajedrez, con cuatro tableros de ajedrez chinos de 3 por 5 metros; el jardín del zodíaco chino, que contiene estatuas de piedra de los 12 animales del zodiaco chino; el Jardín de las Cuatro Estaciones (llamado plaza Guangyin por la pequeña área abierta en la ciudad amurallada), un jardín de 300 m² con plantas que simbolizan las cuatro estaciones; The Six Arts Terrace, un área de bodas de 600 m² que contiene un jardín y el Pabellón de Bambú; el pabellón de Kuixing, que incluye una puerta de la luna enmarcada por dos tablas de piedra y la imponente Roca Guibi, que representa el regreso de Hong Kong a China; el Mountain View Pavilion, una estructura de dos pisos que se asemeja a un barco atracado que ofrece una buena vista de todo el parque; los pabellones Lung Tsun, Yuk Tong y Lung Nam,; así como el edificio del yamen y la puerta sur.

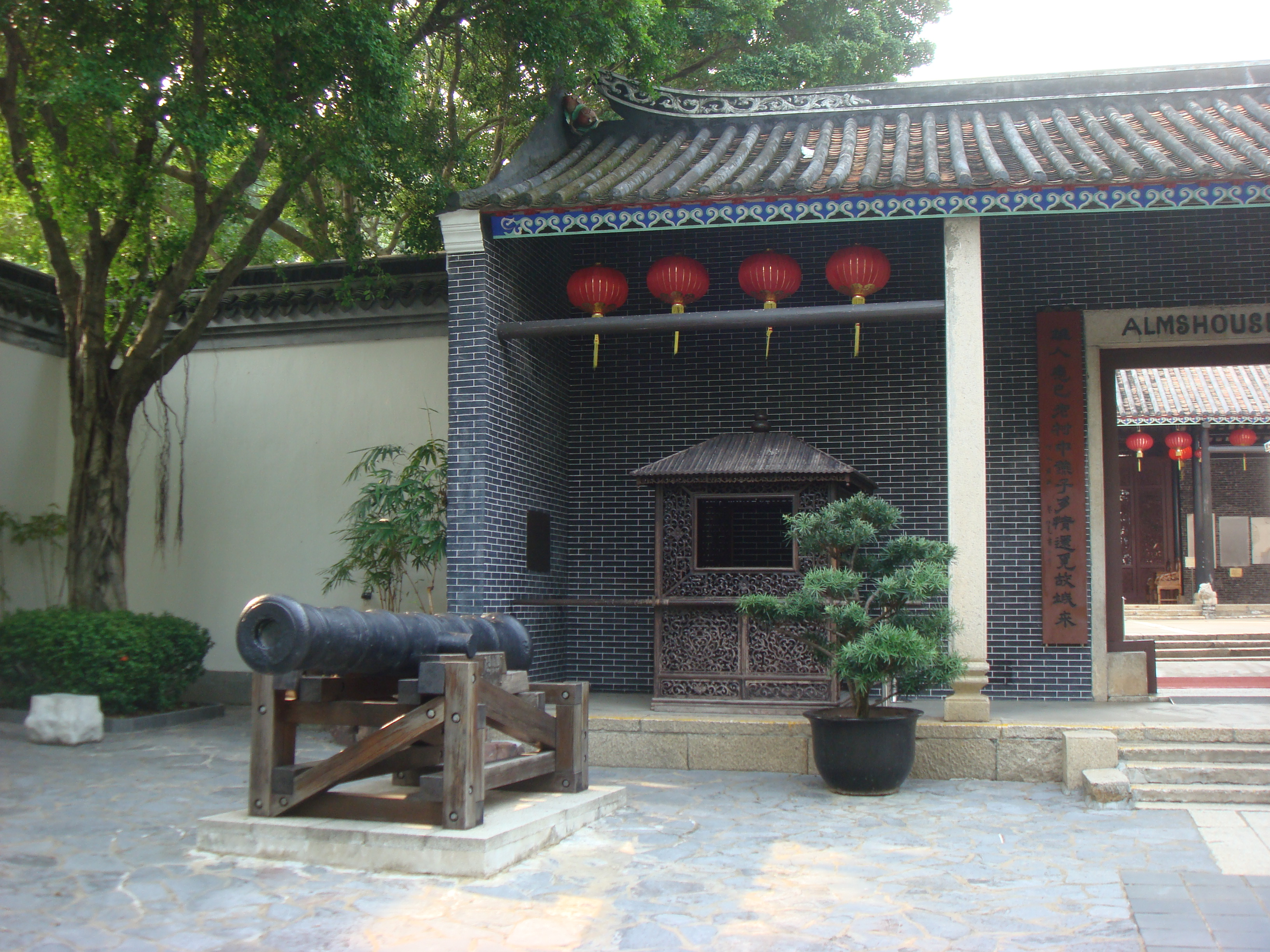
Fachada del edificio del yamen restaurado.

La Oficina de Antigüedades y Monumentos realizó exámenes arqueológicos mientras se demolía la ciudad amurallada y se descubrieron varios restos culturales. Entre ellos se encontraban el yamen de la ciudad amurallada y los restos de su puerta sur, que fueron oficialmente declarados monumentos de Hong Kong el 4 de octubre de 1996.
La puerta sur había servido originalmente como la entrada principal de la ciudad amurallada. Junto con su fundación, otros restos incluyen dos placas de piedra con la inscripción "Puerta sur" y "Ciudad Amurallada de Kowloon" de la puerta sur y un camino de losas que conducía hasta allí. Los cimientos de la muralla de la ciudad y la puerta del este también fueron descubiertos. El gobierno de Hong Kong conservó los restos de la puerta sur junto a una plaza frente al yamen.
El edificio del yamen se compone de tres salas. Originalmente, la sala del medio servía a la oficina administrativa del auxiliar magistrado de Kowloon, y el bloque trasero era su residencia. Después de que los funcionarios del gobierno abandonaron el área en 1899, se utilizó para varios otros fines, incluido un hogar para ancianos, un refugio para viudas y huérfanos, una escuela y una clínica. Fue restaurado en 1996 y ahora se encuentra cerca del centro del parque. Contiene una galería de fotos de la ciudad amurallada, y dos cañones que datan de 1802 se sientan a los lados de su entrada.

## En la cultura popular
Jean-Claude Van Damme filmó la película Bloodsport en la ciudad amurallada de Kowloon a finales de los años 1980.
El videojuego de primera persona Call of Duty: Black Ops posee un nivel ambientado en este lugar a finales de los años 1960, durante la época de la Guerra Fría.
El videojuego Shenmue 2 de Dreamcast, posee un nivel (Disco 3) que recrea esta ciudad.
El videojuego Digimon Story: Cyber Sleuth tiene entre las tantas zonas del mundo virtual conocido como Eden, un lugar sin ley poblado por hackers que se conoce como Kowloon.
El videojuego Sense: A Cyberpunk Ghost Story basa su historia en un complejo de departamentos en la ciudad amurallada
El videojuego Stray se inspiró en la arquitectura de esta ciudad para uno de sus escenarios principales.
El vídeo musical de Britney Spears, I'm a slave 4 u, está ambientado en una recreación de la ciudad.
El anime Ghost in the shell se inspiró en esta ciudad para muchos de sus fondos.
El videojuego Slitterhead también tomó como referencia la arquitectura y paisajes de la "Ciudad Amurallada".
El manga y anime Kowloon Generic Romance toma lugar en la ciudad amurallada después de ser demolida, reviviéndola mediante la ciencia ficción en un mundo distópico
La película La ciudad de los guerreros (2024) es un filme de acción, venganza e historia relativa sobre la ciudad amurallada y los dos clanes que se disputaban durante décadas hasta finales de los 80.